# 田坂さつき
田坂 さつき（たさか さつき、1959年 - ）は、日本の哲学者。立正大学文学部哲学科教授。専門は古代ギリシア哲学・倫理学。主にプラトンを研究対象としており、カルチャーセンターで講座なども行う。また、ALS患者や重度の障害者の協力の基、インターネットを介した遠隔授業を行っている。

## 経歴
- 1959年 - 栃木県生まれ。
- 1983年 - 千葉大学人文学部人文学科哲学専攻卒業
- 1985年 - 東京都立大学 (1949-2011)大学院人文科学研究科修士課程修了
- 1990年 - 同博士課程満期退学
- 湘南工科大学工学部総合文化教育センター講師、准教授
- 2007年 - 立正大学文学部哲学科准教授
- 2013年 - 同大学文学部哲学科教授

## 著書
- 『『テアイテトス』研究～対象認知における「ことば」と「思いなし」の構造～』（単著、知泉書館、2007年）
- 工学教育におけるサービスラーニング」『ボランティア教育における新地平』第10章－ミネルヴァ書房
- 共著書「重度重複障害者のウェルビーイングと技術－社会福祉法人訪問の家「朋」の実践をめぐる考察－」鈴木七美編『「障害のない社会」にむけて－ウェルビーイングへの問いとノーマライゼーションの実践－』『国立民族学博物館調査報告』102巻（2012年3月）31-58頁

## 翻訳書
- マリウス・ヴィクトリヌス『讃歌I～III』『中世思想原典集成』第四巻収録390-432．平凡社